# Friedrich Andreas Perthes
Friedrich Andreas Perthes (auch F. A. Perthes) war ein deutscher Verlag, ansässig im thüringischen Gotha. Der Verlagsname leitet sich nicht von einer Einzelperson dieses Namens her, sondern aus der Entstehung durch Zusammenschluss der beiden Verlage von Friedrich Christoph Perthes (1772–1843) und Andreas Hansa Traugott Perthes (1813–1890).

## Geschichte
Das Unternehmen war Rechtsnachfolger des 1822 in Gotha von Friedrich Christoph Perthes unter dessen Namen gegründeten Verlags, während die ebenfalls von diesem 1796 in Hamburg gegründete Buchhandlung Perthes & Besser unter seinem Kompagnon Johann Heinrich Besser einen eigenständigen Weg einschlug. Der Verlag war zwar in Gotha ansässig, firmierte aber als „Friedrich Perthes in Hamburg“.
Zur besseren Vorbereitung auf die Geschäftsübertragung gründete der (in Kiel geborene) jüngste Sohn Andreas Hansa Traugott Perthes mit Unterstützung des Vaters am 1. Januar 1840 in Gotha einen eigenen Verlag unter der Firma Friedrich & Andreas Perthes, Hamburg und Gotha. Er übernahm nach dem Tod von Friedrich Christoph Perthes (1843 in Gotha) im Auftrag der Erben die Leitung beider Verlage, bis sie zum 1. Januar 1854 unter der Firma Friedrich Andreas Perthes mit Sitz in Gotha zusammengeführt wurden. Am 1. Juli 1874 übergab er ihn unter Beibehaltung dieser Firmierung an seinen Sohn Emil Friedrich Matthias Perthes. Emil Perthes ergänzte ihn um eine Buchdruckerei mit 5 Pressen, Stereotypie, Stahl- und Kupfertiefdruck, in der 62 Personen beschäftigt waren.
Zum 1. Juli 1889 (nach anderen Angaben zum 28. Juni 1890) wurde das Unternehmen in eine Aktiengesellschaft umgewandelt, Emil Perthes schied 1890 als Verlagsleiter aus. Seit 1903 firmierte der Verlag als Friedrich Andreas Perthes AG, Gotha und Stuttgart. 1937 wurde der Verlag endgültig aufgelöst.

## Verlagsprogramm
Der Schwerpunkt des Verlagsprogramms in Gotha lag auf Geschichte, Theologie, Lehr- und Schulbüchern, daneben auch auf Kinder- und Jugendbüchern sowie Erbauungsliteratur und Belletristik.
Wichtige Periodika bzw. Sammelwerke des Verlages waren:
- Geschichte der europäischen Staaten bzw. Allgemeine Staatengeschichte, herausgegeben von Arnold Heeren, Friedrich August Ukert, Wilhelm von Giesebrecht und Karl Lamprecht (ab 1829, über 100 Bände),
- Encyklopädie der neuern Geschichte, von Wilhelm Herbst (3 Bände),
- Handbücher der alten Geschichte (drei Serien),
- Neue Philologische Rundschau (Zeitschrift),
- Deutsche Geschichtsblätter, herausgegeben von Armin Tille (seit 1899),
- Deutsche Reichstagsakten,
- Theologische Studien und Kritiken, herausgegeben von Carl Christian Ullmann und Friedrich Wilhelm Carl Umbreit (ab 1828),
- Zeitschrift für Kirchenrecht, mitbegründet  und herausgegeben von Richard Wilhelm Dove (bei F.A. Perthes verlegt ab 1877)
- Bibliothek theologischer Klassiker (54 Bände), herausgegeben von 1890 bis 1894,
- Handbibliothek der praktischen Theologie, herausgegeben von Karl Friedrich Zimmer (Schulbuchreihe)
- Perthes' Handlexikon für evangelische Theologie (3 Bände)
- Handlexikon für evangelische Theologen
- Theologisches Hilfslexikon
- Nuntiaturberichte aus Deutschland
- Bibliotheca Gothana (Schulausgaben griechischer und lateinischer Klassiker)
- Perthes' Schulausgaben englischer und französischer Schriftsteller
- Klassische deutsche Dichtungen (Schulausgaben)

Im Bereich Geschichte, Philologie und Philosophie zählten zum Verlagsprogramm außerdem Schriften beispielsweise von Wilhelm Arnold (Deutsche Geschichte), Johann Baumann (zur Philosophie), Heinrich Düntzer, Joseph Hillebrand (Deutsche Nationalliteratur), Friedrich Max Müller, Theodor Kolde, Gneomar Ernst von Natzmer.
Im Bereich Theologie erschienen Werke von Hermann Cremer (Biblisch-theologisches Wörterbuch der Neutestamentlichen Gräcität), Albert Friedrich Wilhelm Fischer (Kirchenliederlexikon u. a.), Gustav Warneck, Clemens Theodor Perthes (ein Sohn von Friedrich Perthes und Schwiegersohn von Matthias Claudius), Theodor Weber.
Im Bereich Belletristik, Lyrik, Erbauungsliteratur sowie Kinder- und Jugendschriften können genannt werden: Johanna Spyri („Heidi“ und andere Kindergeschichten), Johann Friedrich Starck, Gerhard von Amyntor, Victor Blüthgen, Ida Schmidt, eine Neuausgabe der Werke von Matthias Claudius (Claudius’ Urians Nachricht von der Neuen Aufklärung war 1797 das erste von Friedrich Perthes in Hamburg verlegte Objekt), Georg Christian Dieffenbach, Adda von Liliencron, Anton Ohorn, Maria Rebe, Otto Ritschl, Adelheid von Rothenburg, Bernhardine Schulze-Schmidt, Lilly Willigerod, Emma Wuttke-Biller und die in vielen Auflagen erschienenen Fabeln von Hey und Speckter.